# Sommet du G7 de 2017
Le sommet du G7 2017 a lieu les 26 et 27 mai 2017 à Taormine (ME), Sicile en Italie. Il réunit les participants permanents du sommet du G7 2016 (Japon), les États-Unis, le Royaume-Uni, le Canada, la France, l'Allemagne, l'Italie et le Japon. Le FMI, l'ONU et l'OCDE sont également représentés.

## Définition du G7
Le sommet du G7 est un forum destiné à formuler des réponses mondiales aux défis planétaires, en complément de la coordination économique assurée par le G20. Il réunit les dirigeants du Canada, de la France, de l'Allemagne, de l'Italie, du Japon, du Royaume-Uni, des États-Unis et de l'Union européenne.

## Représentants des participants permanents
| Membres                       | Membres          | Représenté par      | Fonction                           |
| ----------------------------- | ---------------- | ------------------- | ---------------------------------- |
| Drapeau du Canada             | Canada           | Justin Trudeau      | Premier ministre                   |
| Drapeau de la France          | France           | Emmanuel Macron     | Président de la République         |
| Drapeau de l'Allemagne        | Allemagne        | Angela Merkel       | Chancelière fédérale               |
| Drapeau de l'Italie           | Italie           | Paolo Gentiloni     | Président du Conseil des ministres |
| Drapeau du Japon              | Japon            | Shinzō Abe          | Premier ministre                   |
| Drapeau du Royaume-Uni        | Royaume-Uni      | Theresa May         | Première ministre                  |
| Drapeau des États-Unis        | États-Unis       | Donald Trump        | Président                          |
| Drapeau de l’Union européenne | Union européenne | Jean-Claude Juncker | Président de la Commission         |
| Drapeau de l’Union européenne | Union européenne | Donald Tusk         | Président du Conseil               |

## Galerie des leaders participants

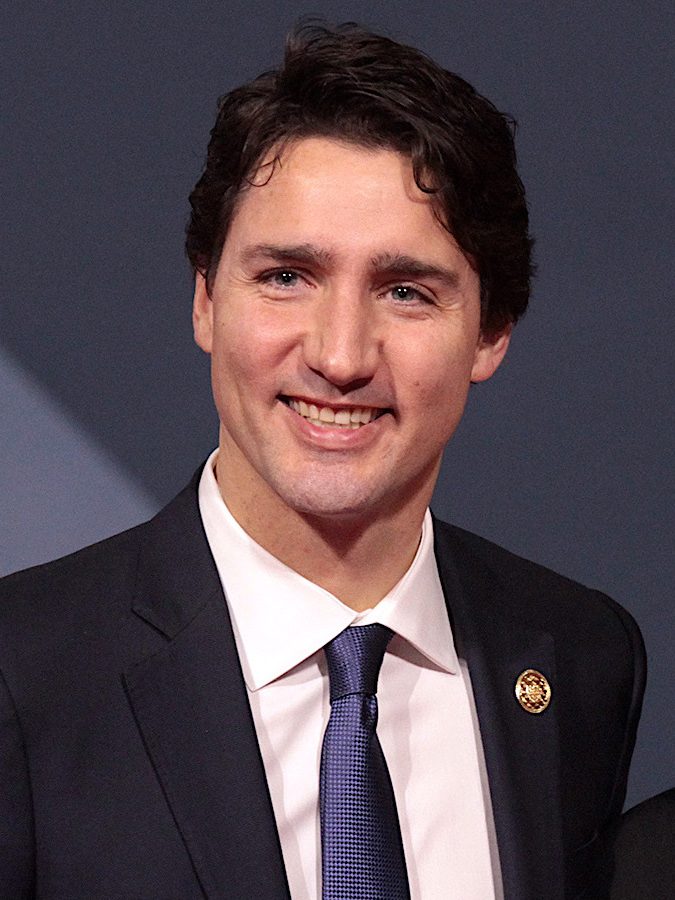
Canada Justin Trudeau, Premier ministre
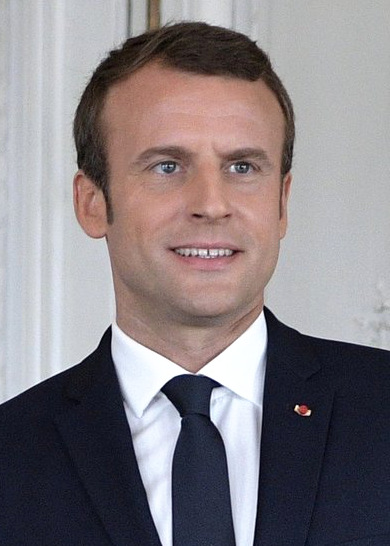
France Emmanuel Macron, Président
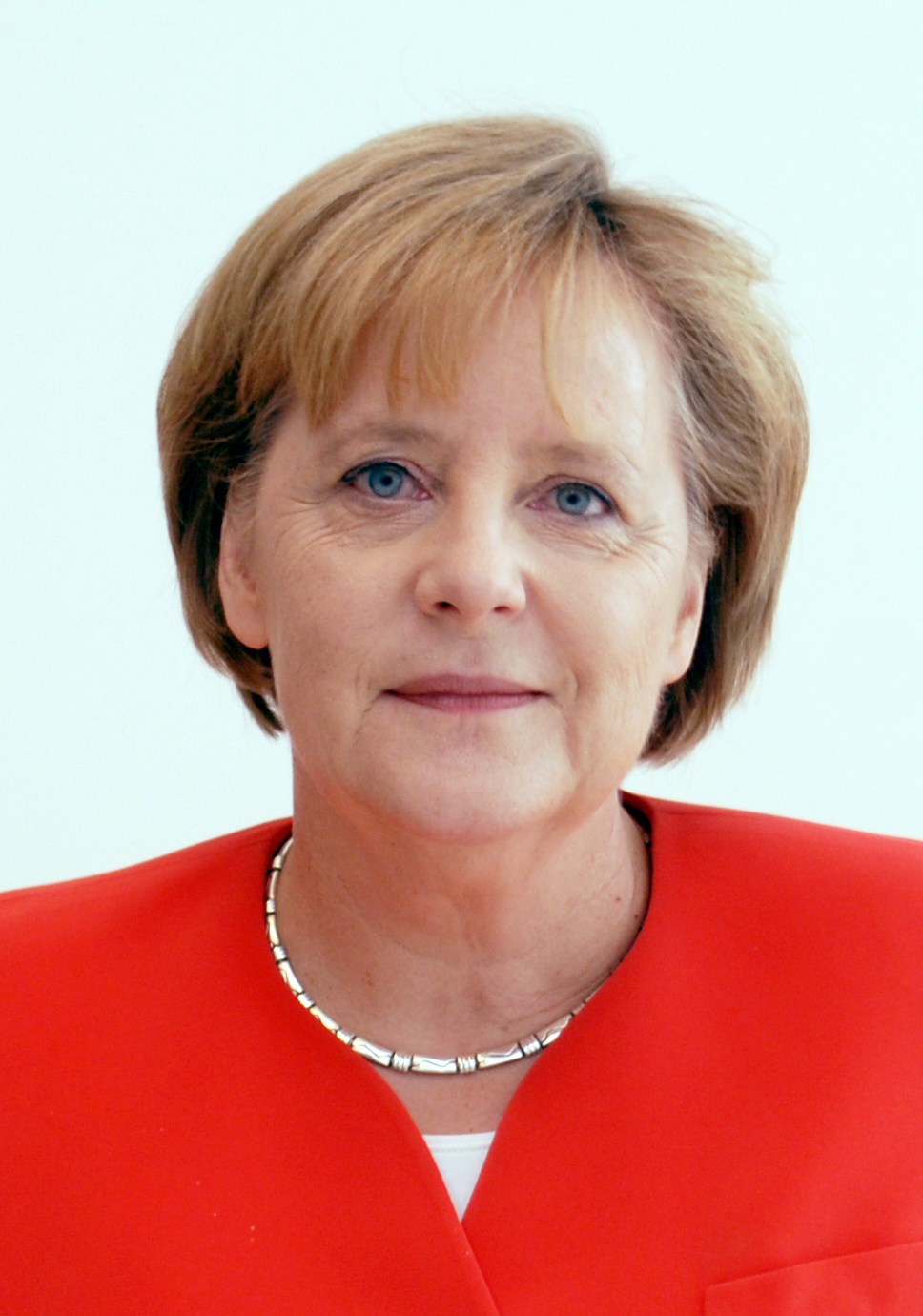
Allemagne Angela Merkel, Chancelière fédérale
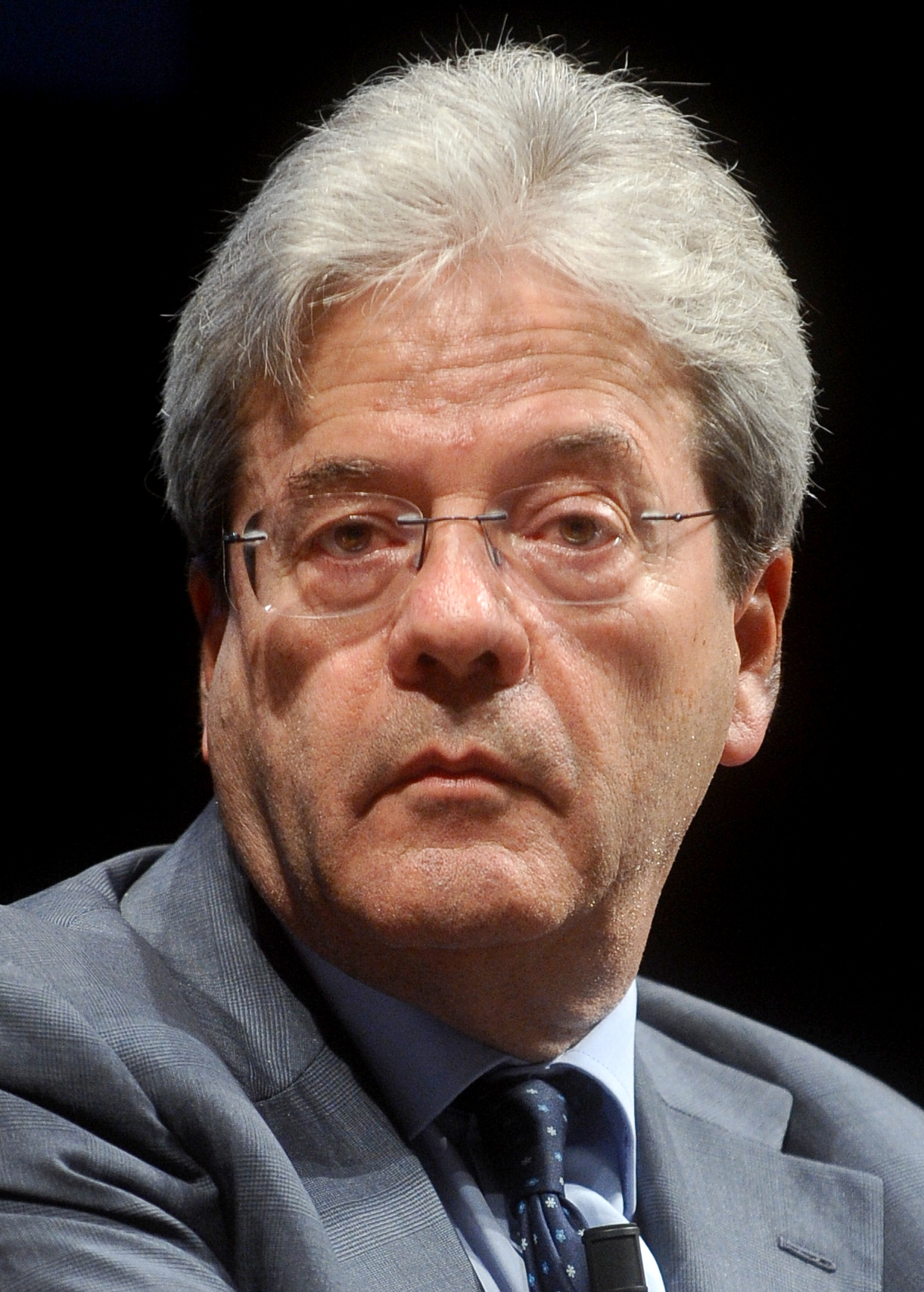
Italie Paolo Gentiloni, Président du Conseil
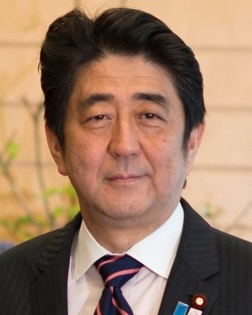
Japon Shinzo Abe, Premier ministre
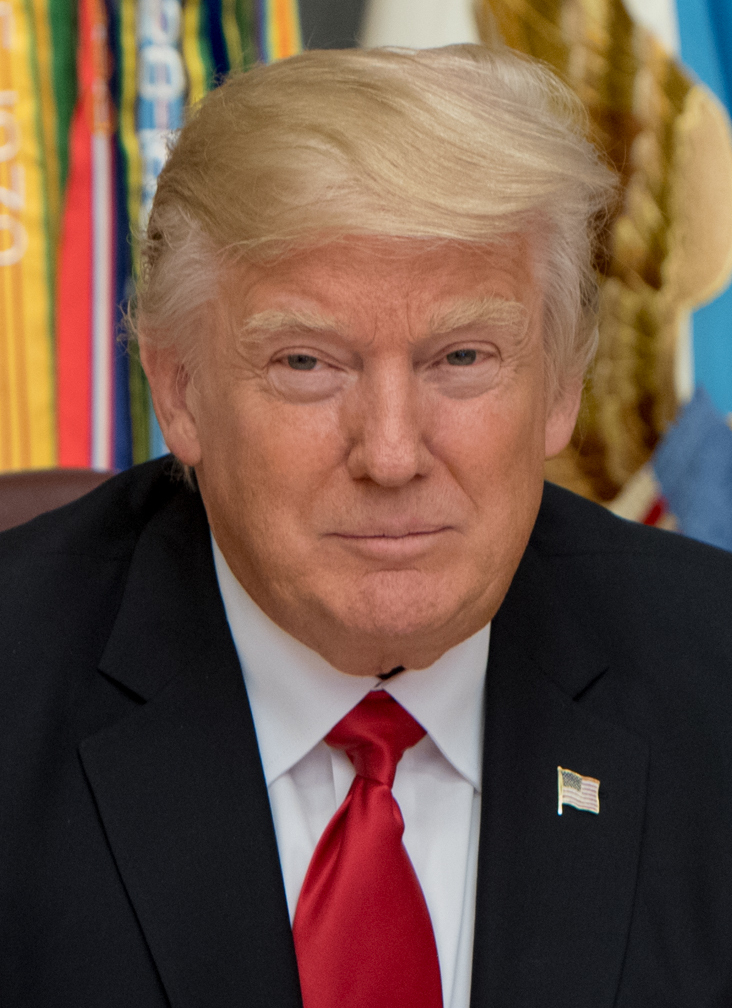
États-Unis Donald Trump, Président
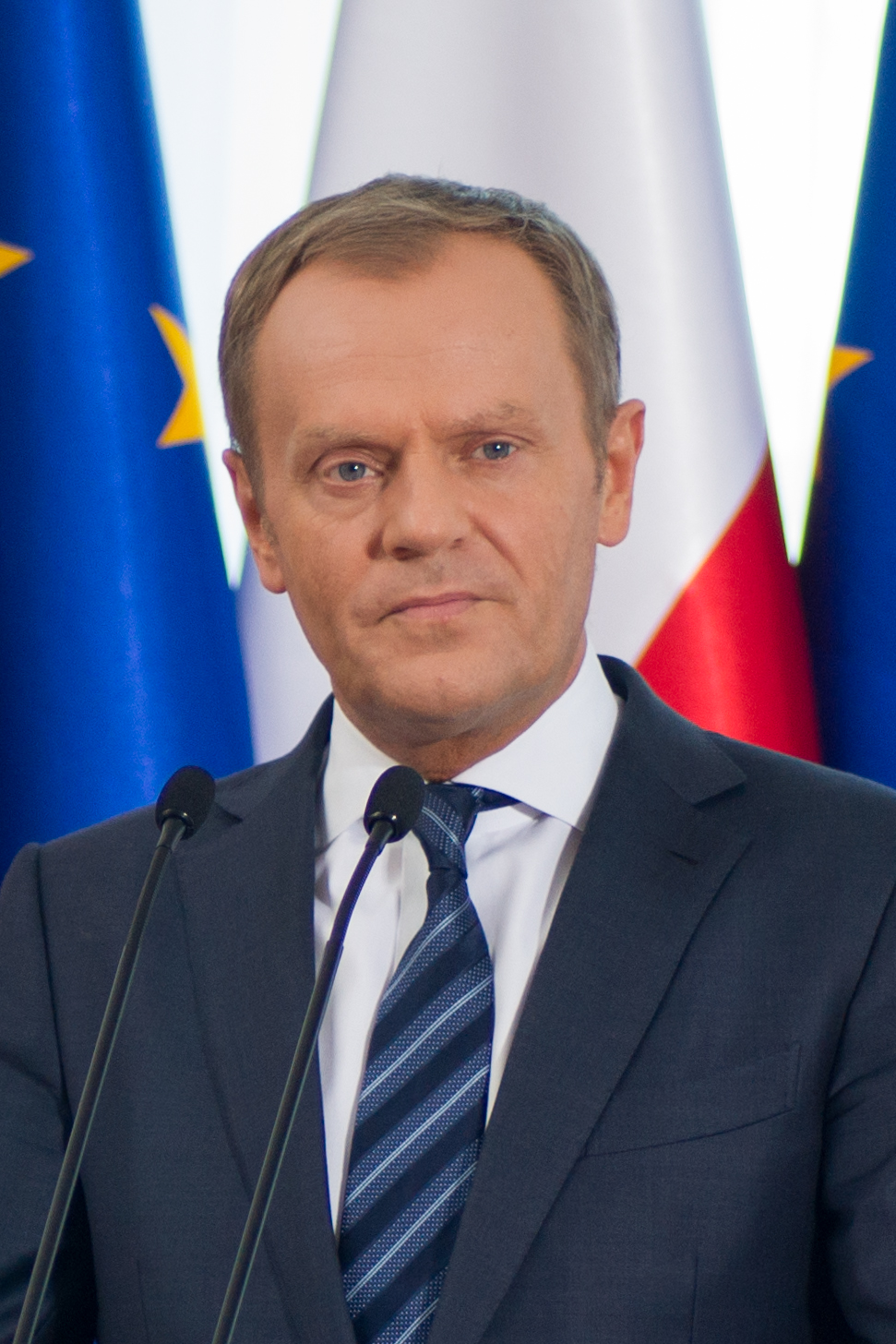
Union européenne Donald Tusk, Président du Conseil
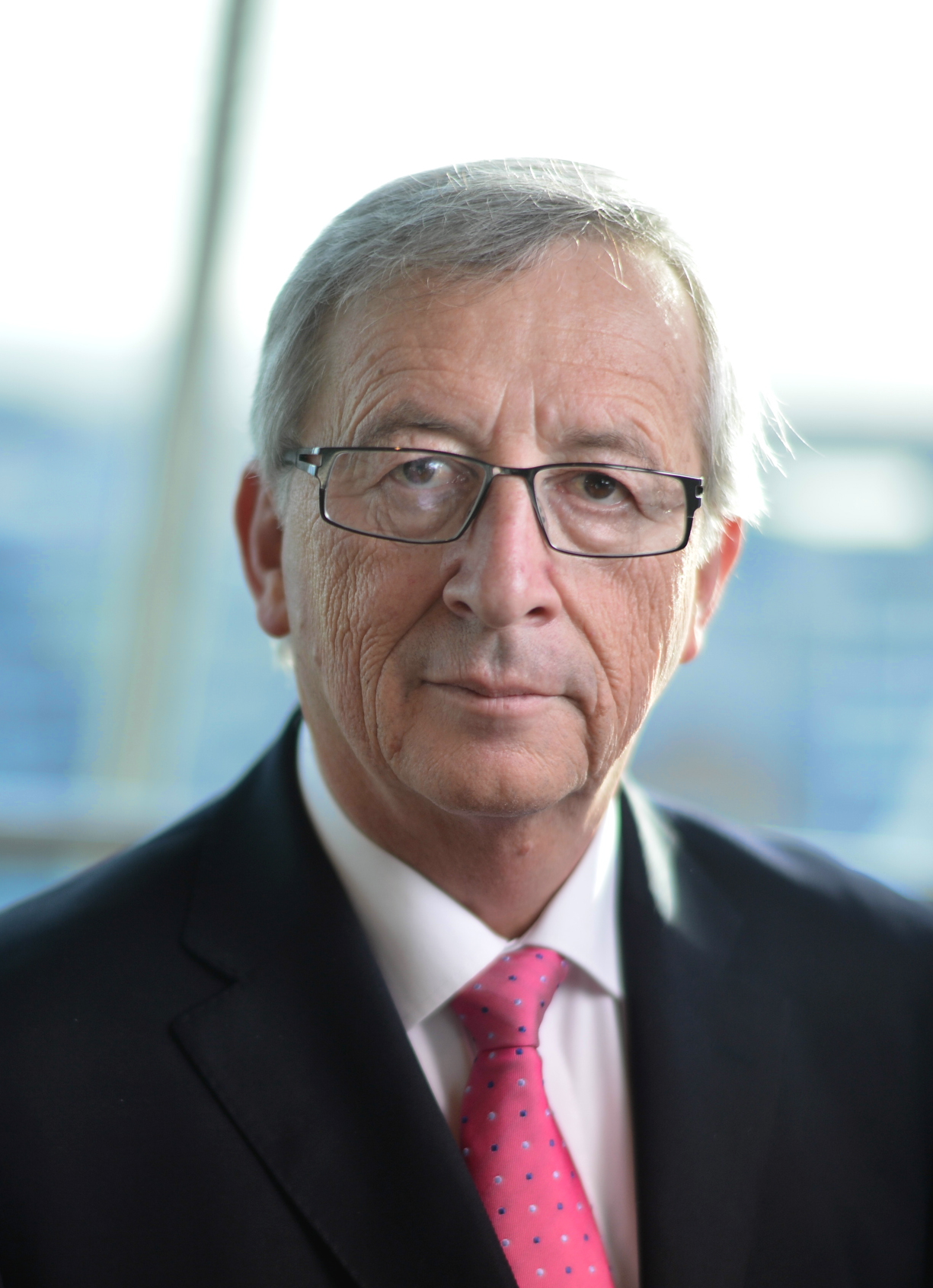
Union européenne Jean-Claude Juncker, Président de la Commission

## Galerie des leaders invités

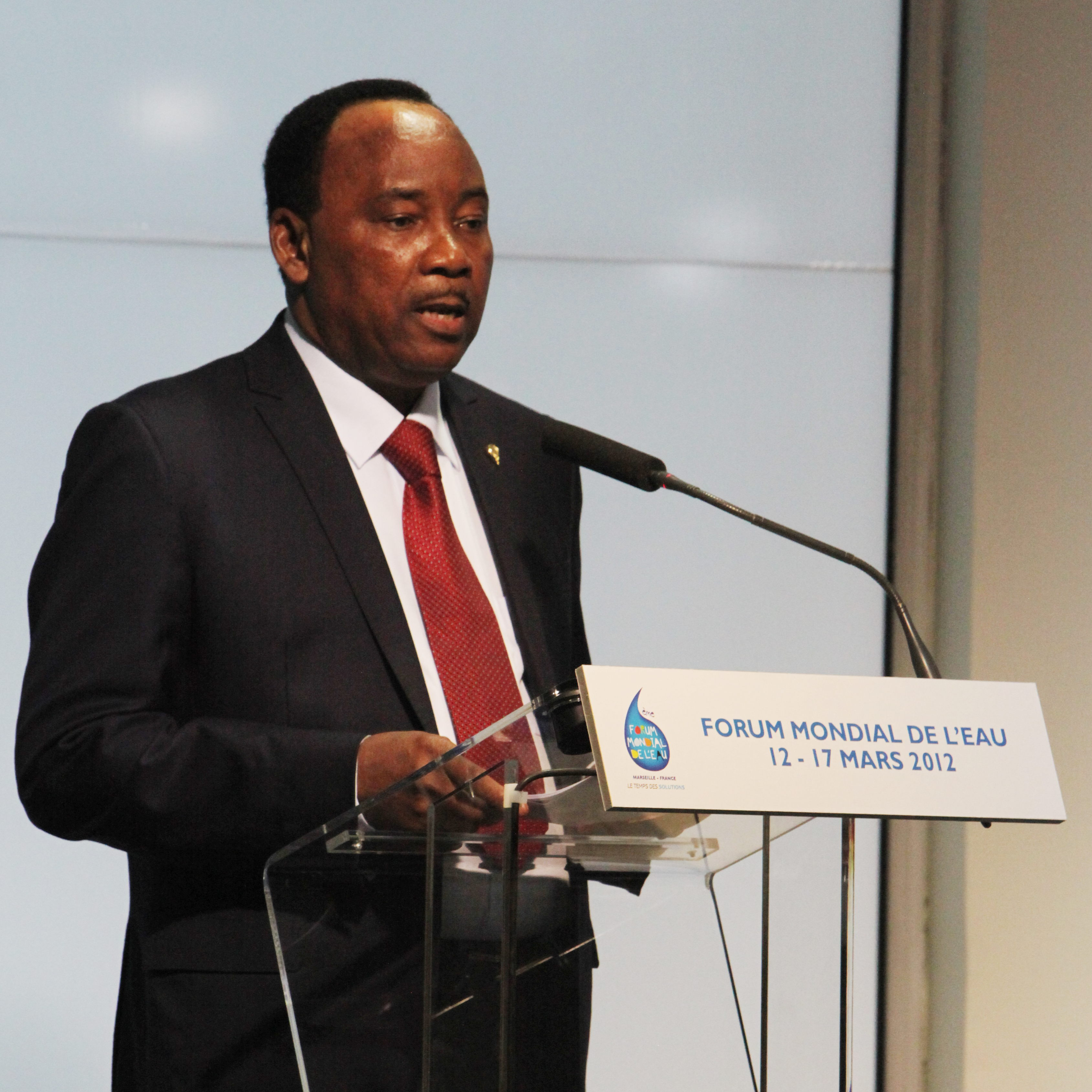
Niger Mahamadou Issoufou, Président
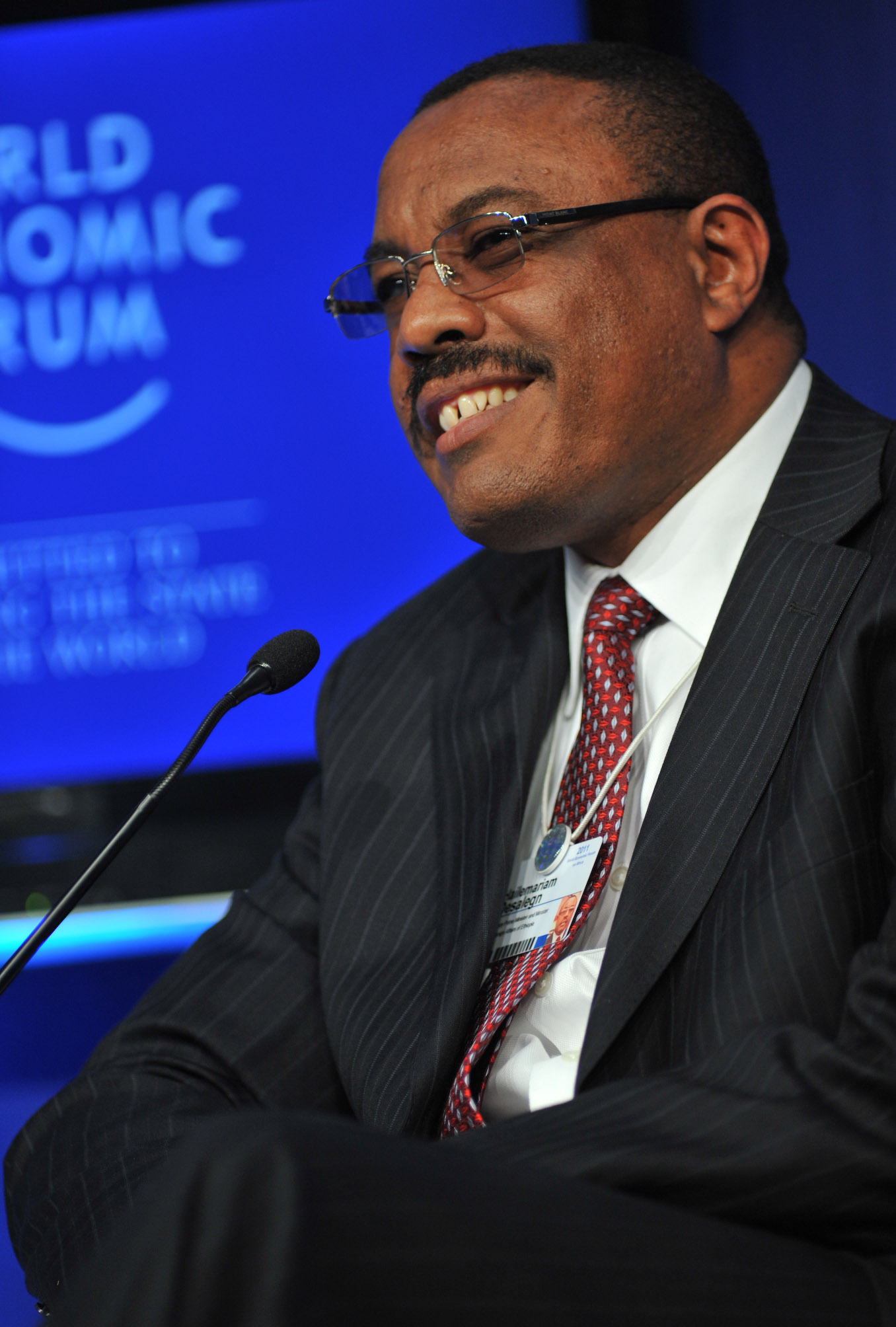
Éthiopie Haile Mariam Dessalegn, Premier ministre
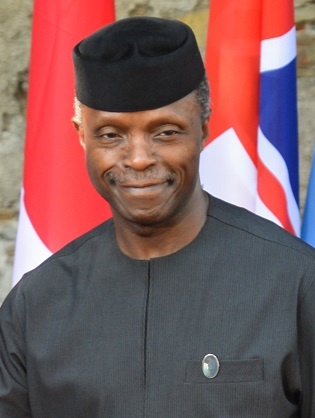
Nigeria Yemi Osinbajo[N 1], Président par intérim
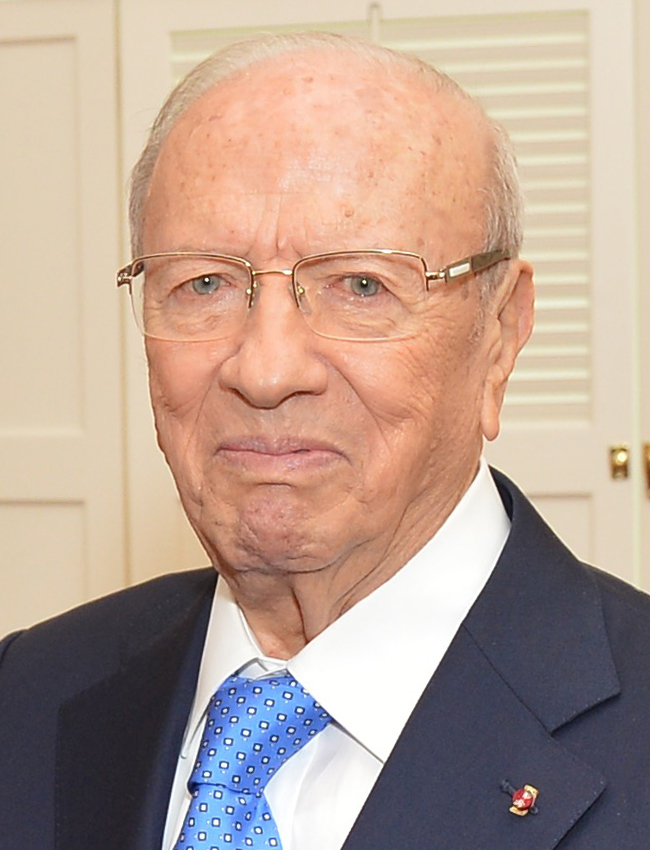
Tunisie Béji Caïd Essebsi, Président
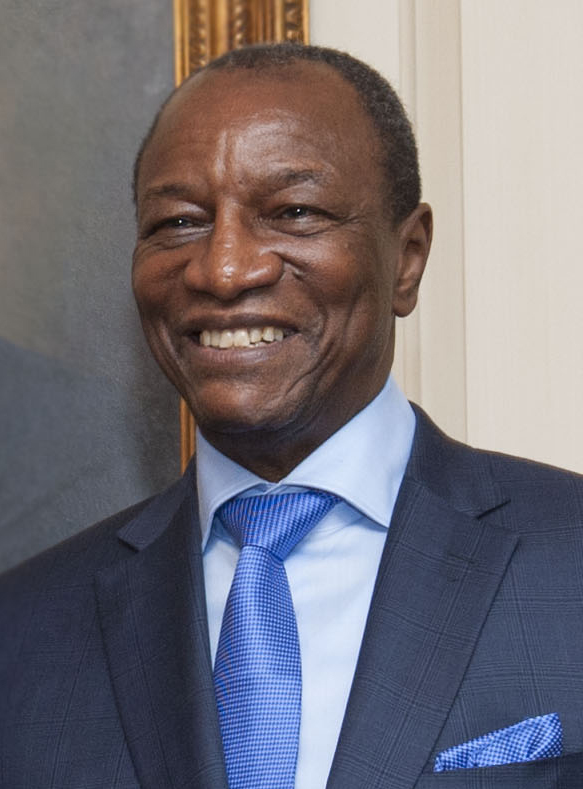
Guinée Alpha Condé, Président Président de l'Union africaine
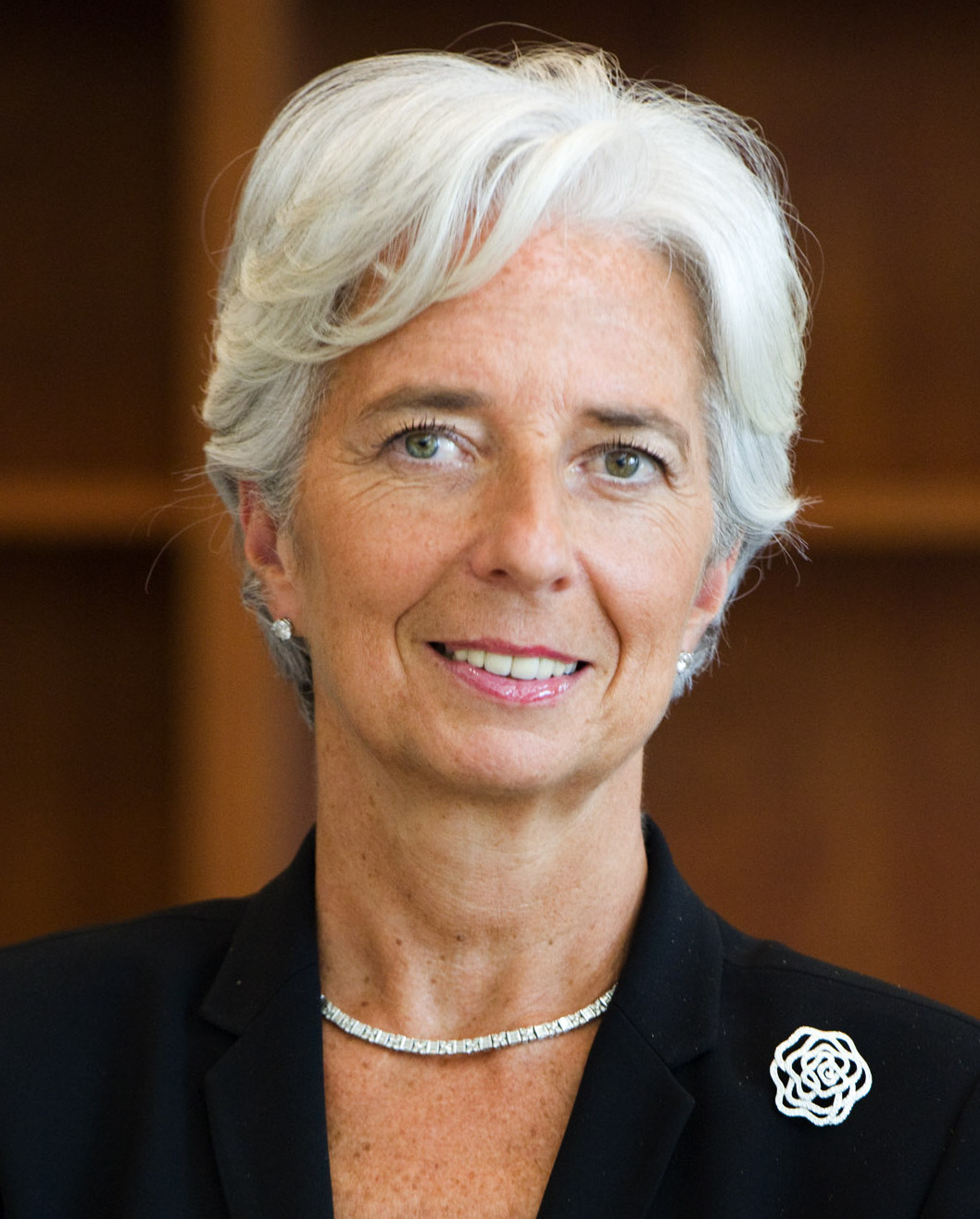
Fonds monétaire international Christine Lagarde, Directrice générale
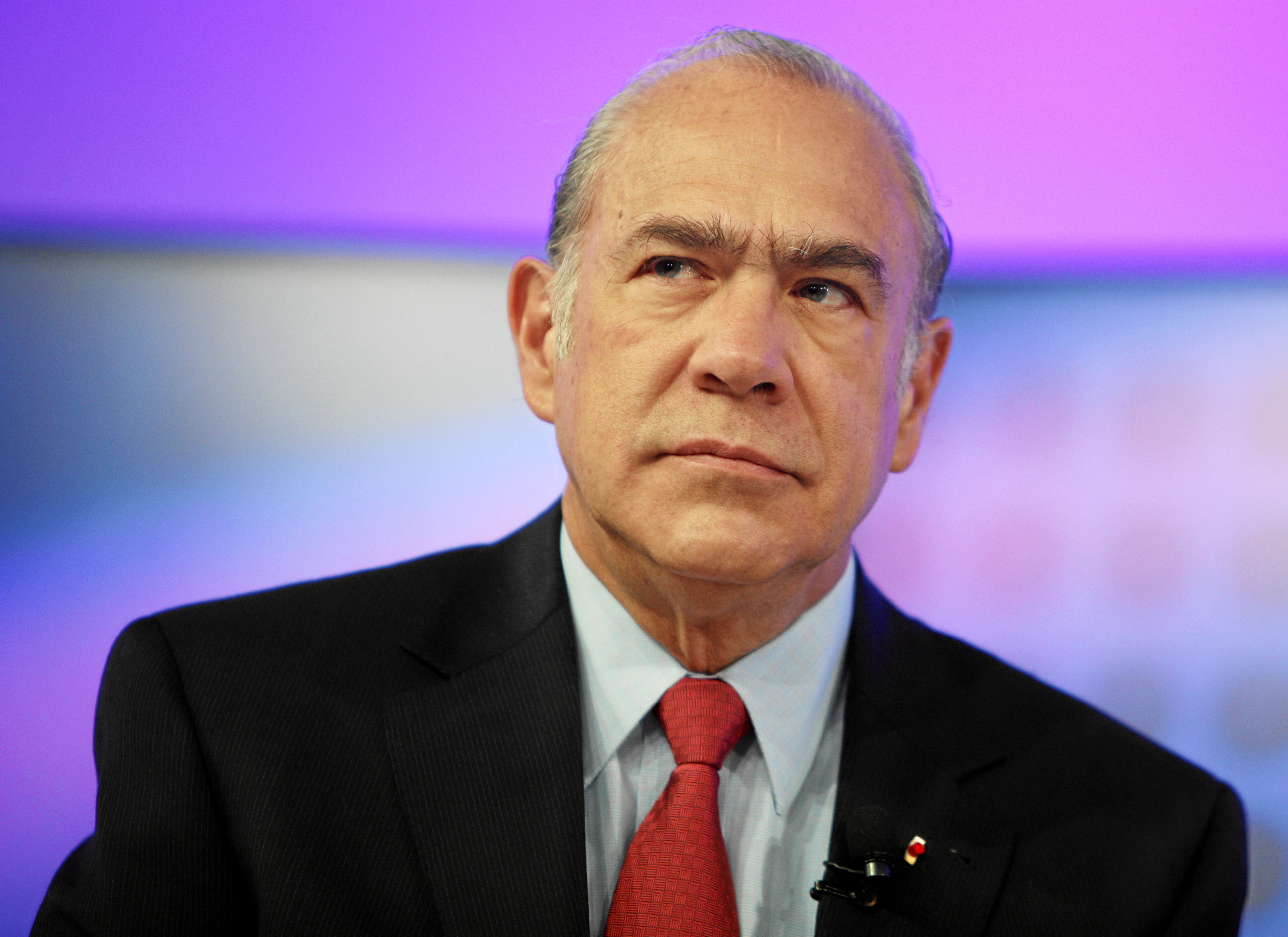
OCDE José Ángel Gurría, Secrétaire général
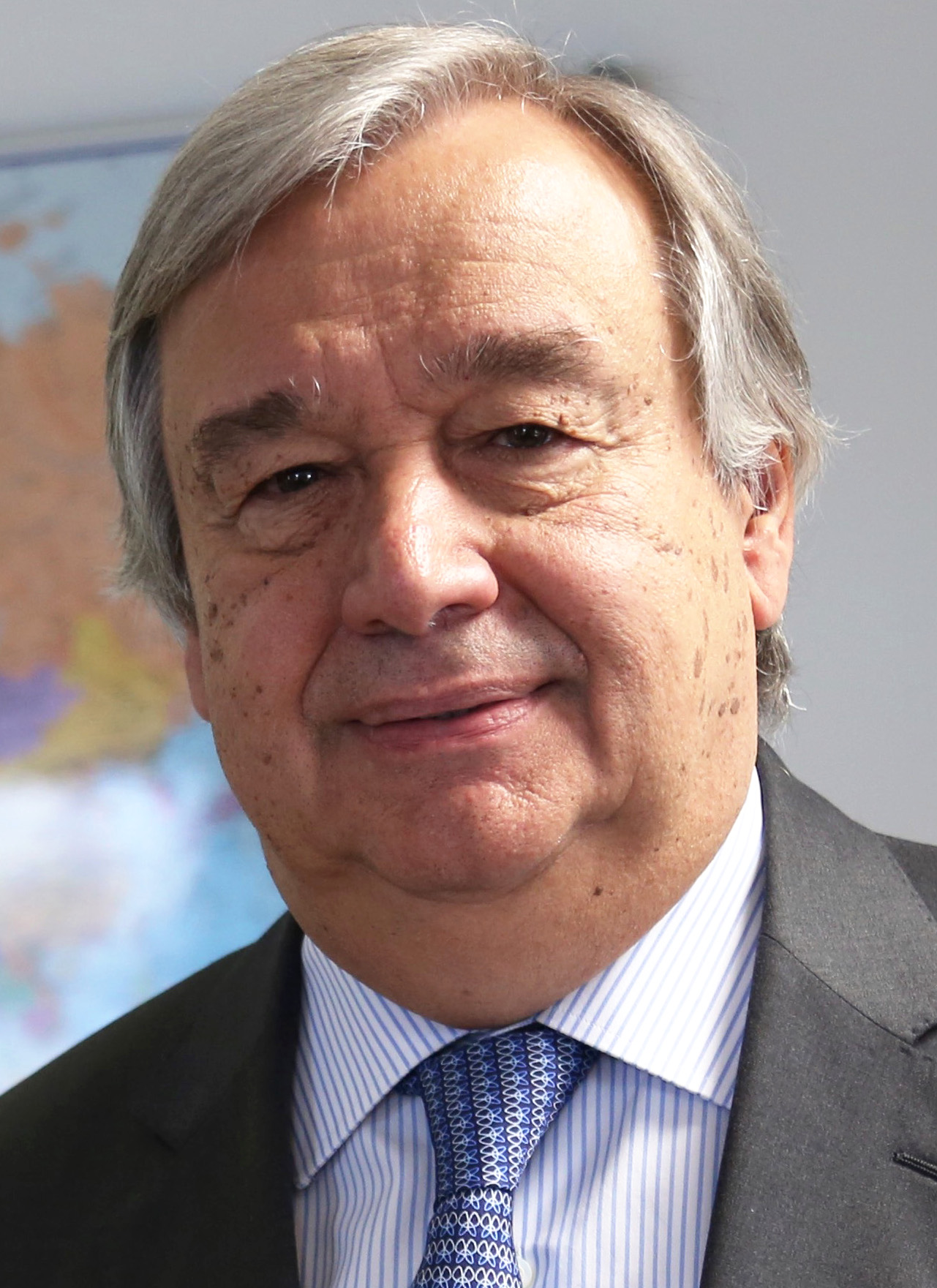
ONU António Guterres, Secrétaire général
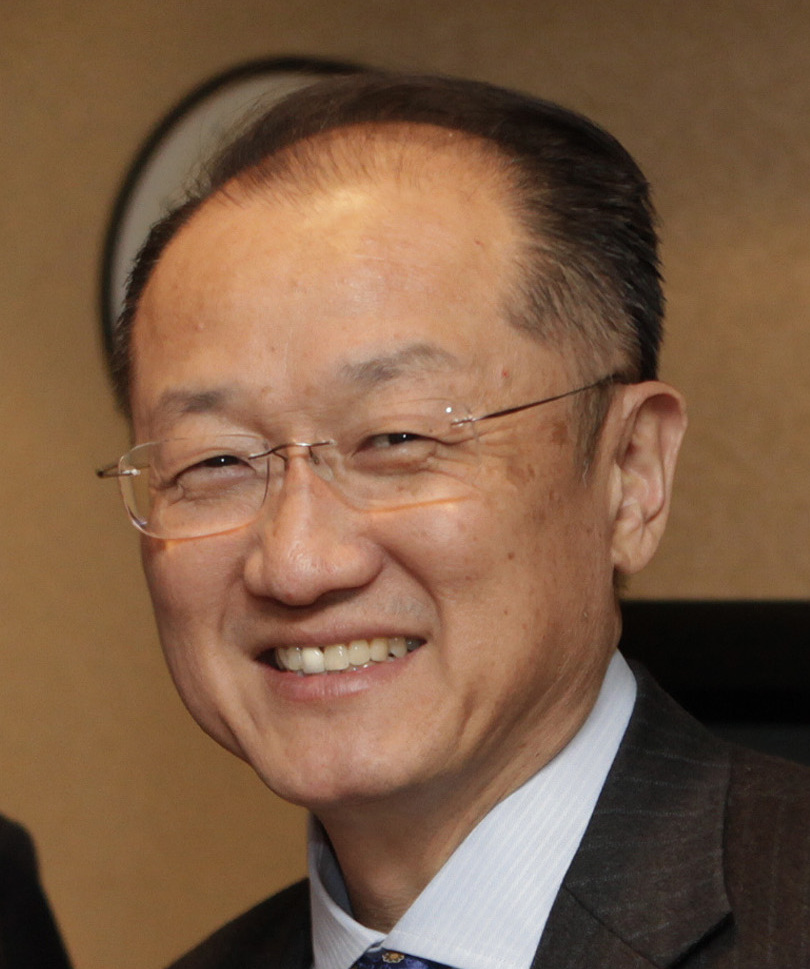
Banque mondiale Jim Yong Kim, Président
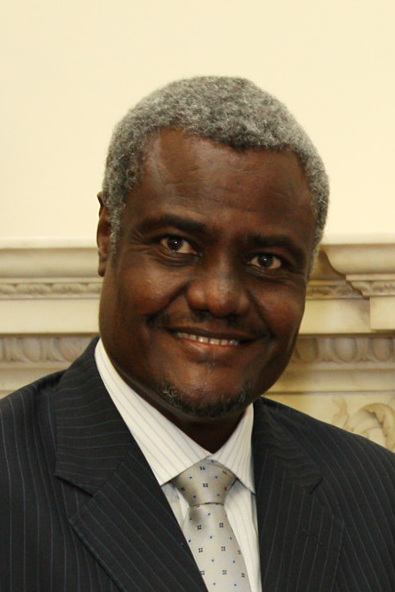
Union africaine Moussa Faki, Président de la Commission
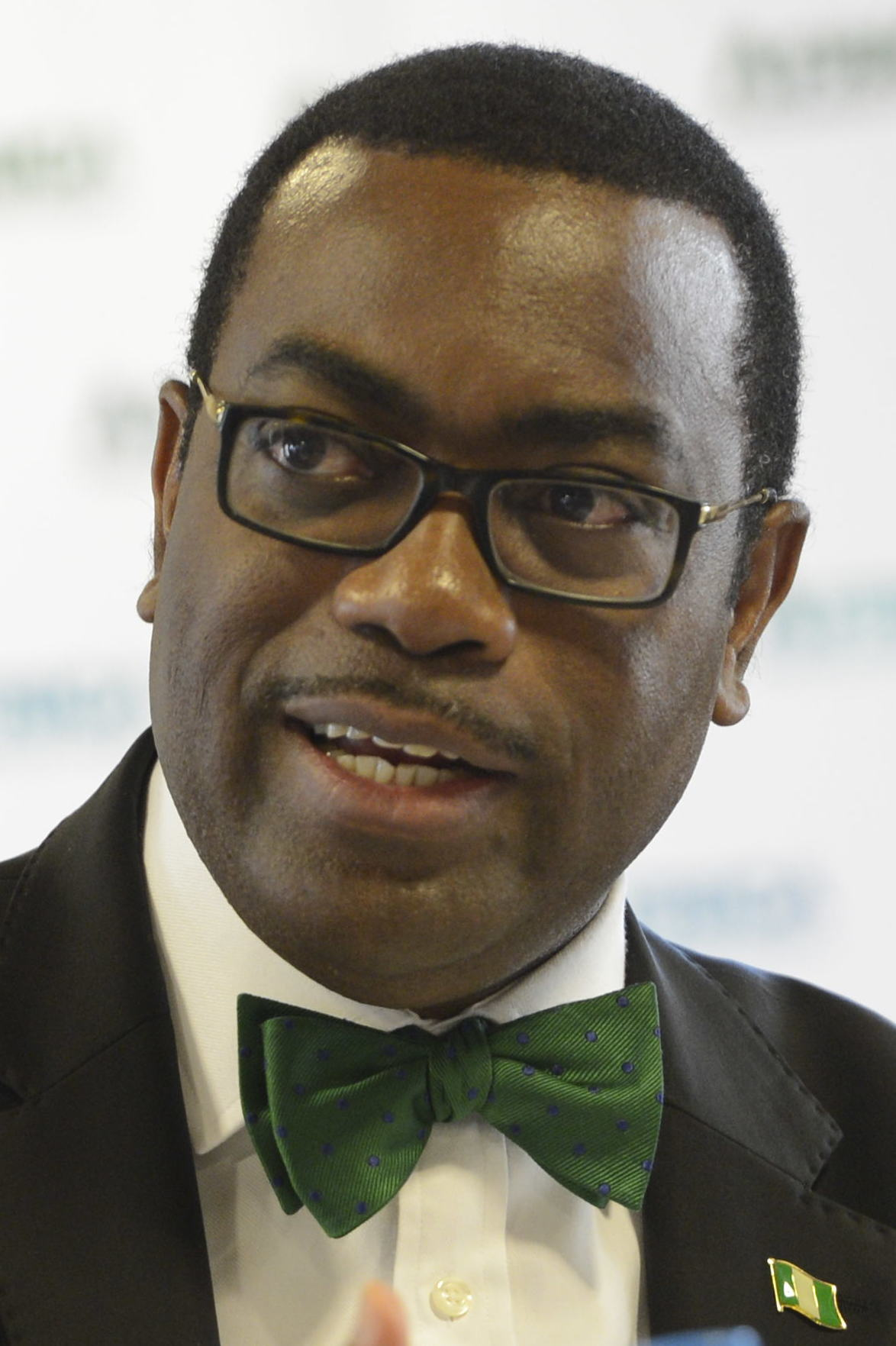
Banque africaine de développement Akinwumi Adesina, Président